# Polnischsprachige Wikipedia

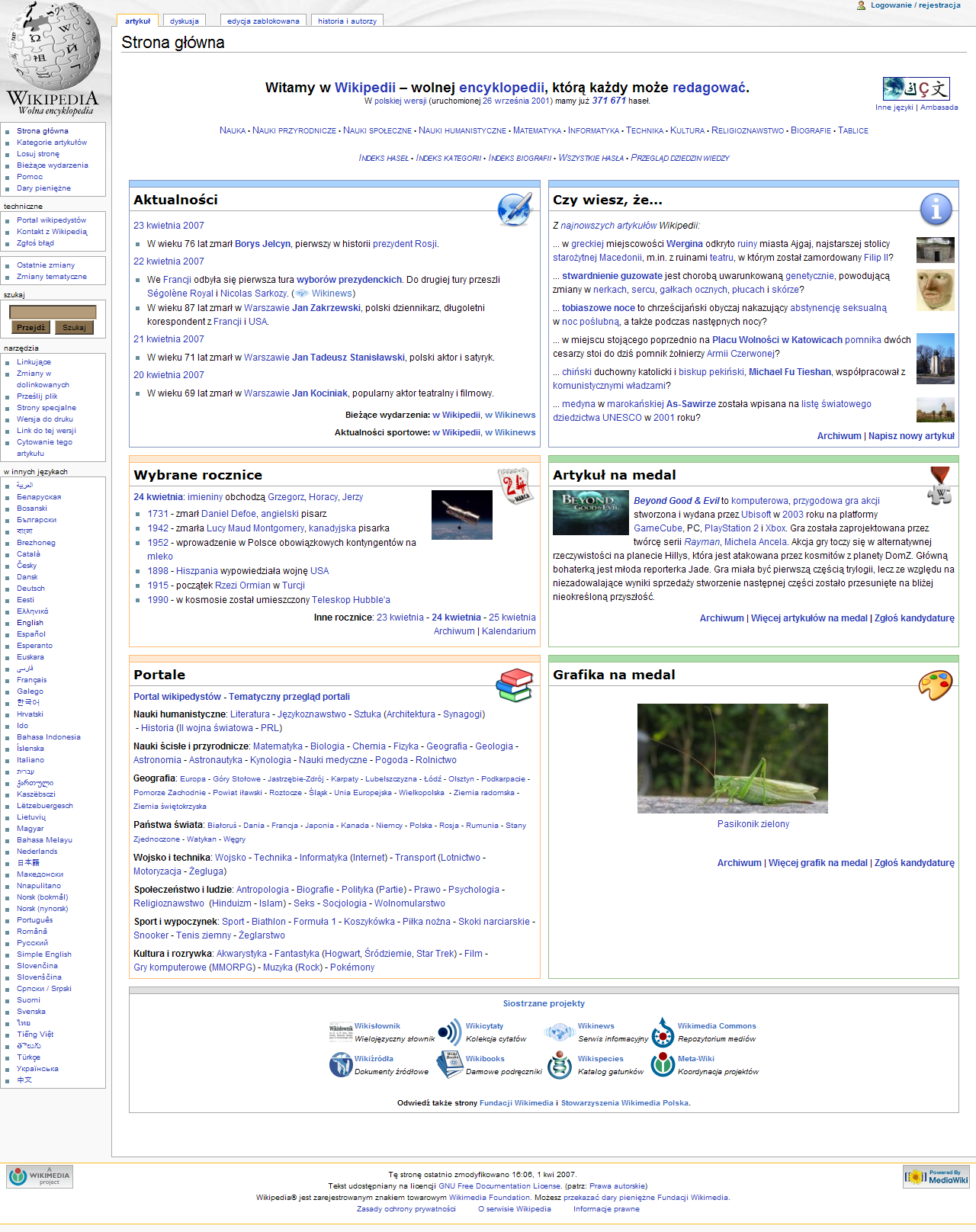
Die Hauptseite vom 24. April 2007

Die polnischsprachige Wikipedia (polnisch Wikipedia polskojęzyczna) ist die Ausgabe der freien Online-Enzyklopädie Wikipedia in polnischer Sprache. Ihre Artikelanzahl beläuft sich auf etwa 1.490.000 Artikel (Stand: Oktober 2021), womit sie die zehntgrößte Sprachversion der Wikipedia darstellt.

## Geschichte
Die polnischsprachige Wikipedia wurde am 26. September 2001 unter der Adresse wiki.rozeta.com.pl als eigenständiges Projekt gegründet. Auf Anregung der Wikipedia-Gründer wurde die polnische Wikipedia am 12. Januar 2002 unter der Adresse pl.wikipedia.com und am 22. November 2002 ebenso unter pl.wikipedia.org in das internationale Projekt eingebunden.

## Polnischsprachige Wikipedia auf DVD

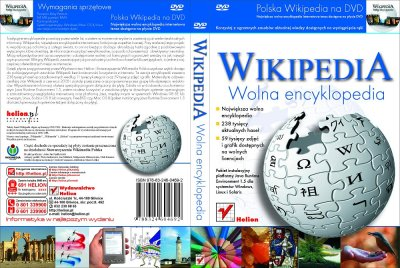
Polnischsprachige Wikipedia auf DVD

Im August 2005 veröffentlichte die zwischen 1990 und 2010 herausgegebene polnische Fachzeitschrift Enter als Beilage einer ihrer Spezialausgaben eine DVD-Version der Wikipedia. Laut eigenen Angaben hatte das herausgebende Verlagshaus Lupus, eine Tochtergesellschaft der deutschen Hubert-Burda-Mediengruppe, zuvor vergeblich versucht, die Wikimedia Foundation zu kontaktieren und das Projekt mit dieser abzustimmen. Die ohne Absprache erfolgte Veröffentlichung verletzte die GNU-FDL-Lizenzen, überdies funktionierte die mit der DVD ausgelieferte Software nicht auf allen Betriebssystemen.
Eine zweite DVD-Ausgabe wurde als gemeinsames Projekt des polnischen Chapter der Wikimedia Foundation und dem polnischen Verlag Helion herausgegeben. Sie enthielt Artikel, die vor dem 4. Juni 2006 geschrieben worden war. Die Ausgabe wurde am 24. November 2006 fertiggestellt und Ende Juli 2007 zu einem Preis von 39 Złoty, umgerechnet etwa 10 Euro, veröffentlicht.

## Auszeichnung für die beiden Gründer
Am 27. Januar 2005 erhielten die Gründer der polnischsprachigen Wikipedia, Krzysztof P. Jasiutowicz und Paweł Jochym, die Auszeichnung Internetowy Obywatel Roku 2004, die von der Gesellschaft Internet Obywatelski (dt. Online-Bürger) verliehen wurde.

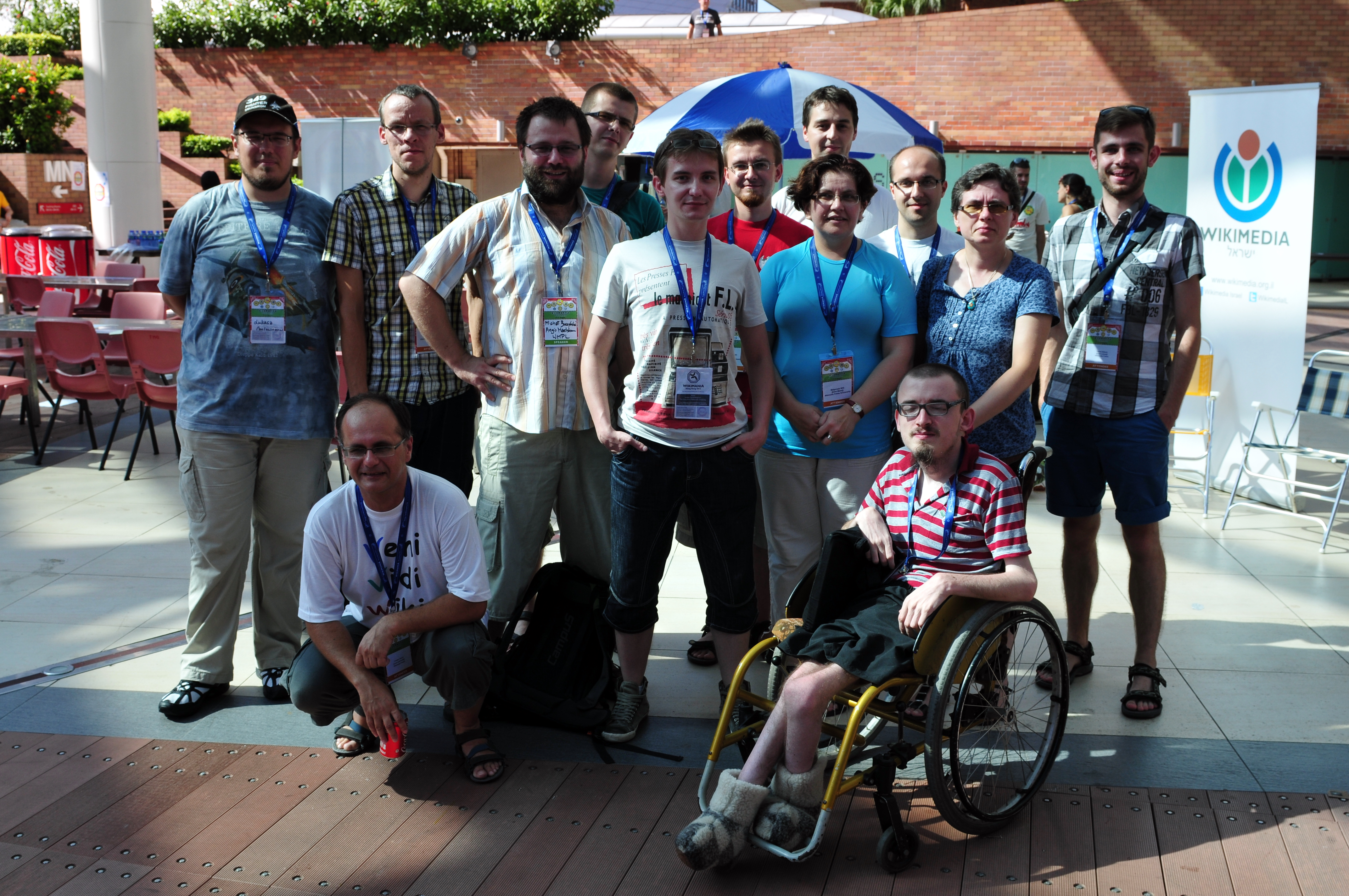
Polnische Wikipedianer auf der Wikimania 2013
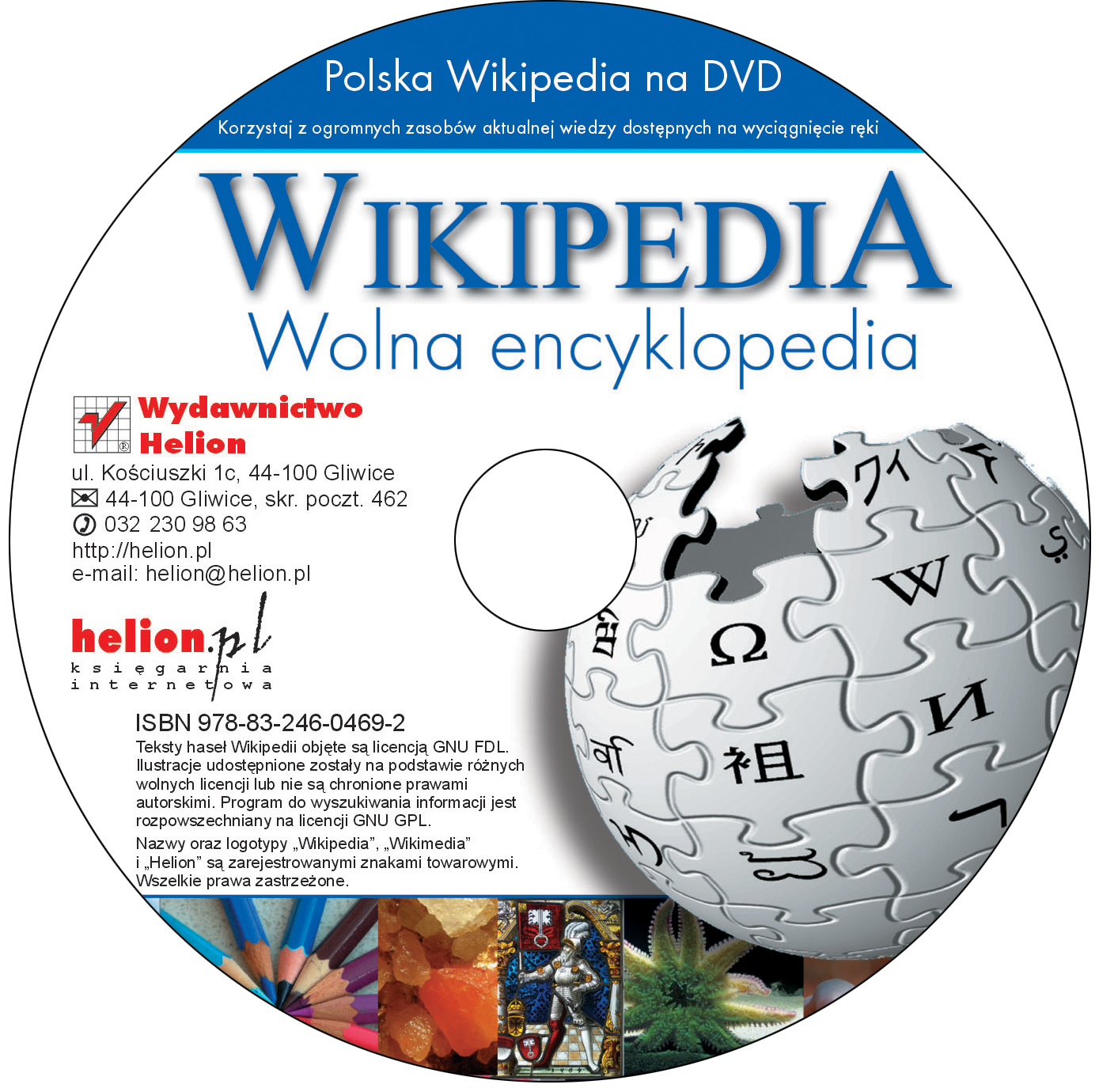
DVD-Ausgabe aus dem Jahr 2007